# Protosticta davenporti
Protosticta davenporti är en trollsländeart som beskrevs av Fraser 1931. Protosticta davenporti ingår i släktet Protosticta och familjen Platystictidae. IUCN kategoriserar arten globalt som livskraftig. Inga underarter finns listade i Catalogue of Life.